# Glanzend tandmos
Glanzend tandmos (Barbilophozia barbata) is een levermossoort uit de trapmosfamilie (Lophoziaceae).

## Determinatie
Glanzend trapmos vormt donkergroene tot bruingroene matten of groeit als individuele plant tussen vegetatie van andere mossen. De opgaande en vaak vertakte planten worden 5–8 cm lang en zijn 3–5 mm breed. De onderzijde is dicht bezet met rizoïden.
De aan weerszijden van het stengeltje uitgespreide, dicht opeengepakte en onderwaarts gerichte flankbladeren zijn ongeveer even breed als lang en verdeeld in meestal vier driehoekige, stomp toegespitste lobben, tot ongeveer een kwart van de bladlengte, waarbij de twee buitenste lobben iets smaller zijn dan de middelste. Onderbladeren ontbreken of zijn slechts klein en komen alleen voor aan het uiteinde van het stengeltje.
Bladcellen zijn 20–25 µm groot en hebben zwak verdikte celhoeken. Per cel zijn er ongeveer 5–6 olielichamen aanwezig.
De mossoort is tweehuizig. Het grote perianth is knotsvormig, diep geplooid in het bovenste derde deel en vernauwd aan de mond. Broedlichamen zijn zeer zeldzaam.

## Ecologie
Glanzend tandmos verkiest een matig schaduwrijke, drogere tot matig frisse, veelal kalkarme standplaats. Doorgaans gaat het om hellingen met een expositie op het noorden. Rotslocaties, maar ook boomwortels, grond en humus en muren hebben de voorkeur. Het is gebruikelijk in kleine valleien, maar vrij zeldzaam op de vlakten. In hogere gebieden wordt het mos door Barbilophozia lycopodioides verdrongen.

## Verspreiding
Glanzend tandmos mos heeft een circumboreaal verspreidingsgebied en komt voor in Europa, op het eiland, in Siberië, Japan, Noord-Amerika en op Groenland. De Europese voorkomens van Noord-Europa bevinden zich in Noord-Spanje, Italië en Bulgarije.
In Nederland is glanzend tandmos zeldzaam. Het staat op de Nederlandse Rode Lijst in categorie 'Bedreigd'. Deze minst zeldzame soort van het geslacht tandmos komt vooral voor op de stuwwallen van Midden-Nederland (Utrechtse Heuvelrug, Veluwe en op de Sallandse Heuvelrug), met daarnaast voorkomens in Drenthe en rond Eindhoven. Dit verspreidingspatroon lijkt karakteristiek te zijn voor het gehele geslacht. Opvallend is dat de soort ook enkele malen in de duinen is gevonden. De soort is duidelijk achteruit gegaan, wat, evenals voor veel andere bodembewoners van hei en stuifzand, waarschijnlijk het gecombineerde gevolg is van verruiging, vergrassing en van de natuurlijke successie die nu eenmaal plaats vindt na het vastleggen van stuifzand.

## Foto's

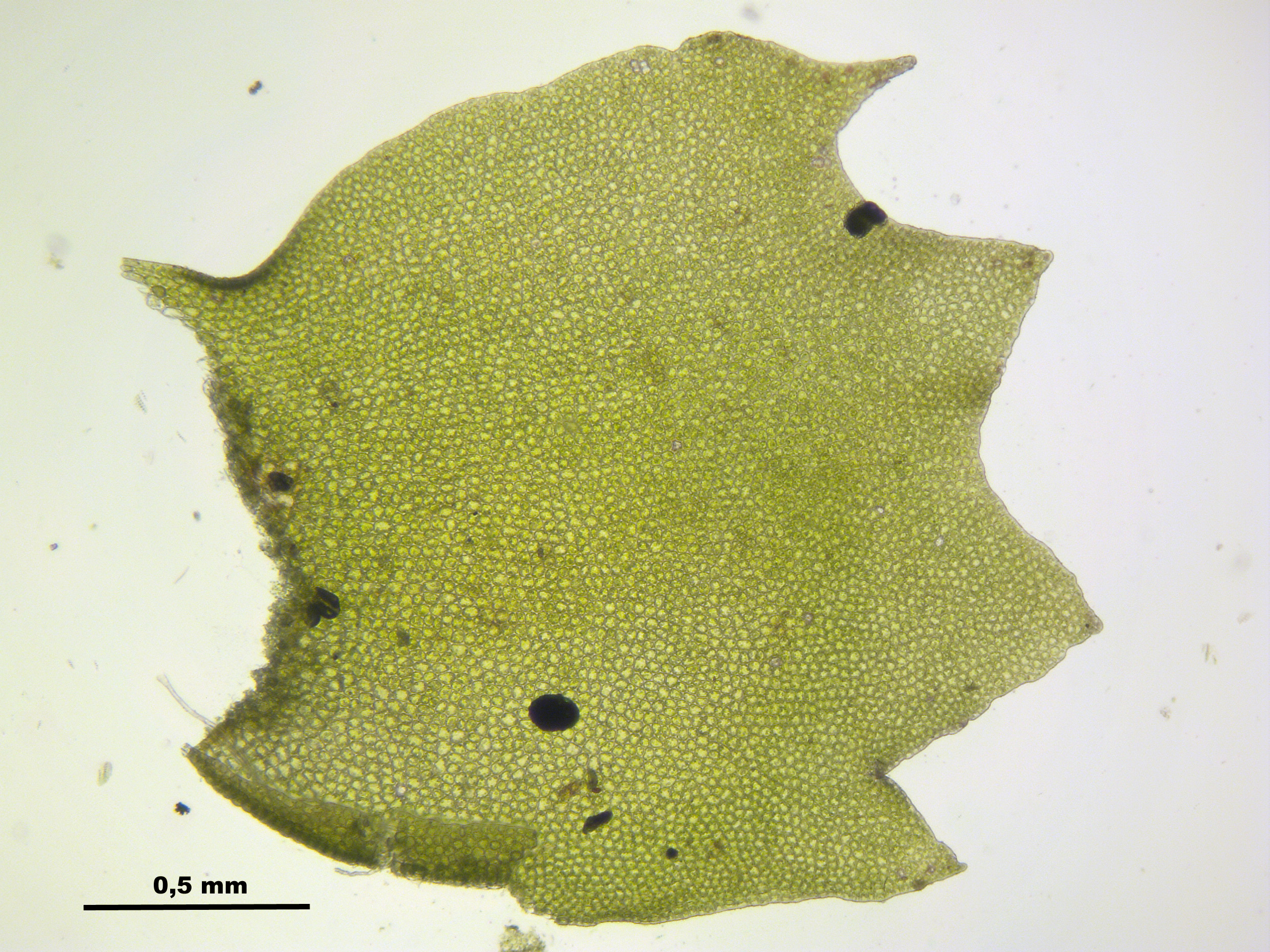
Flankbladeren
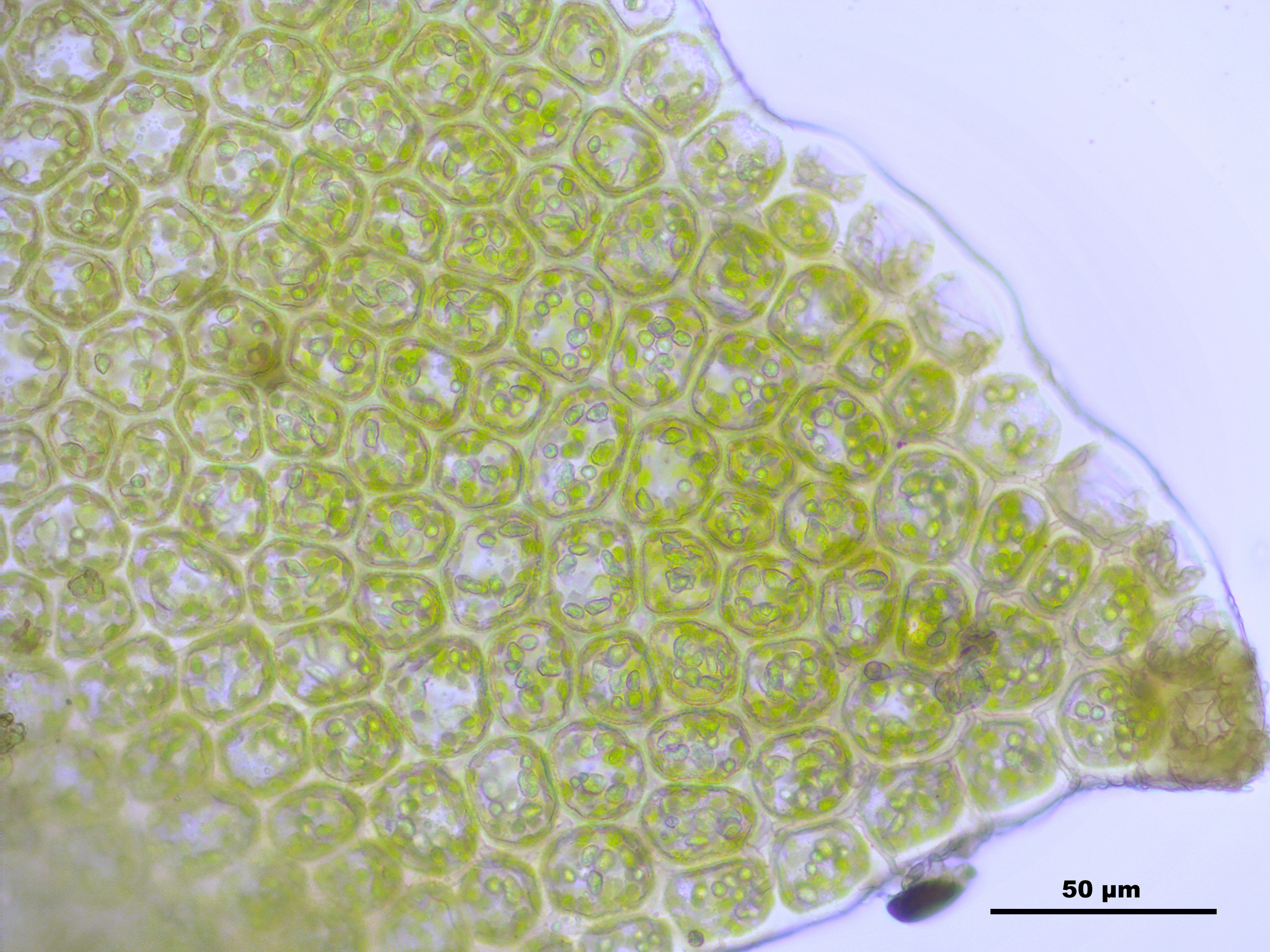
Bladcellen (top)
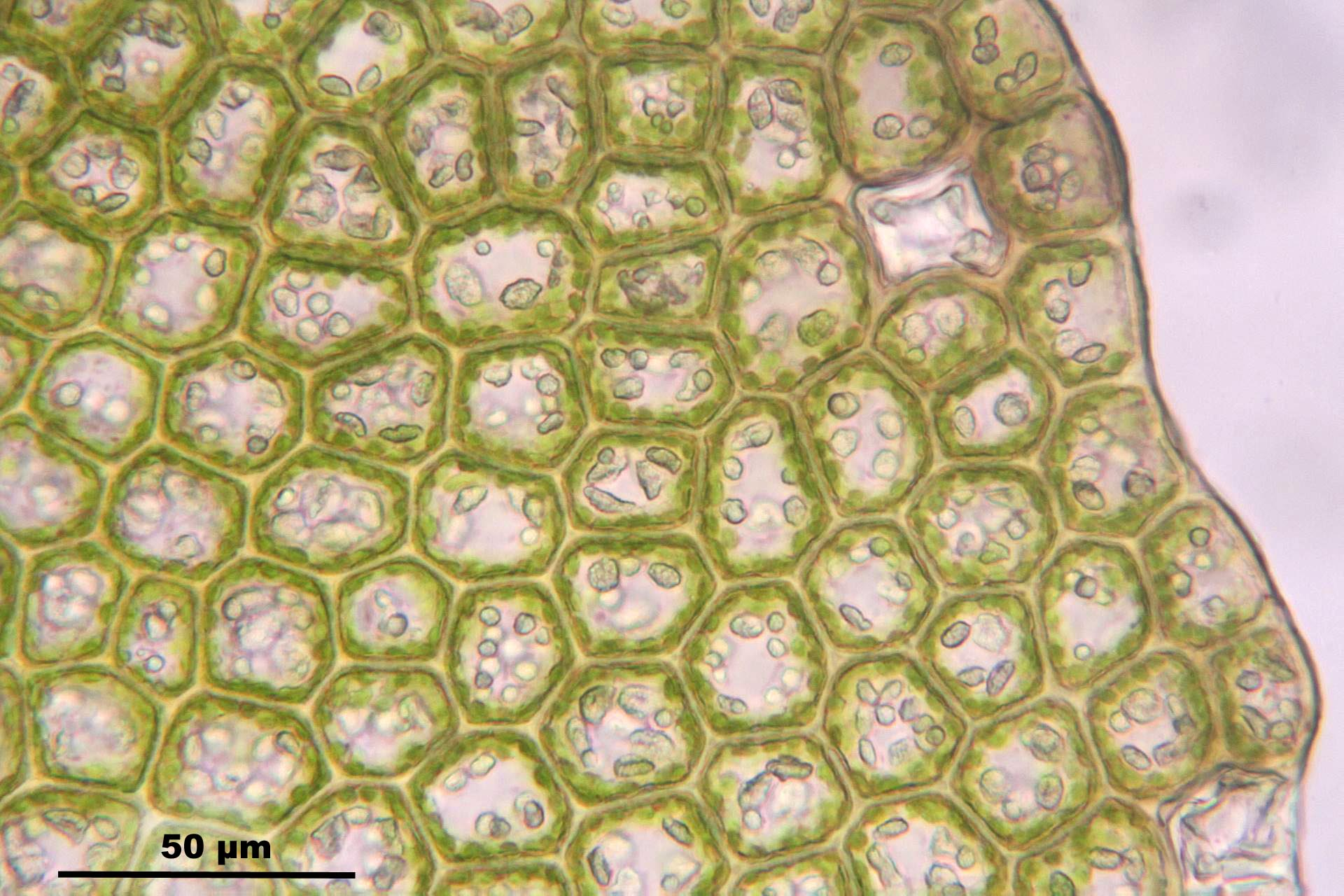
Bladcellen (rand)
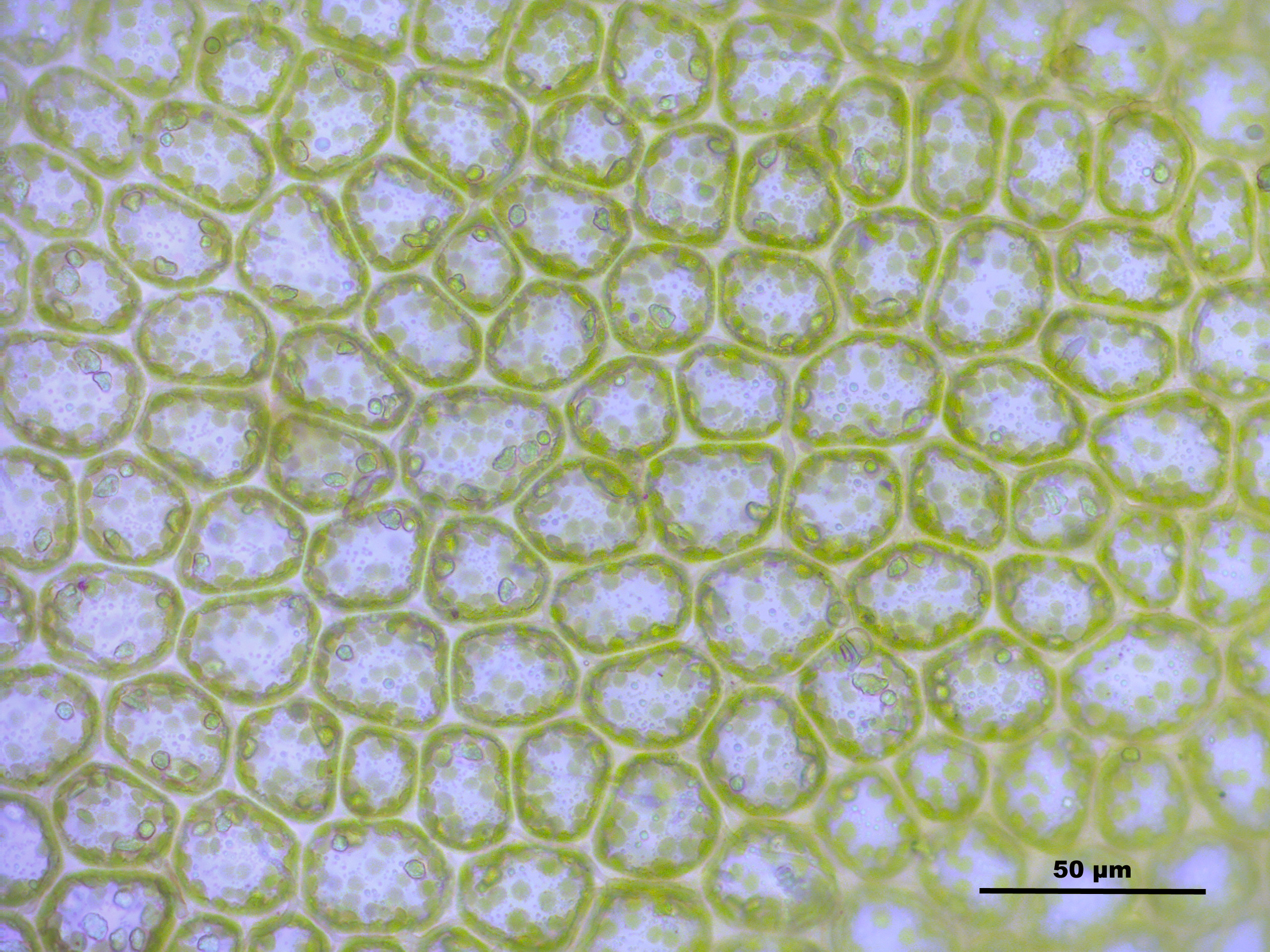
Bladcellen (midden)